# Epifiză (anatomie)

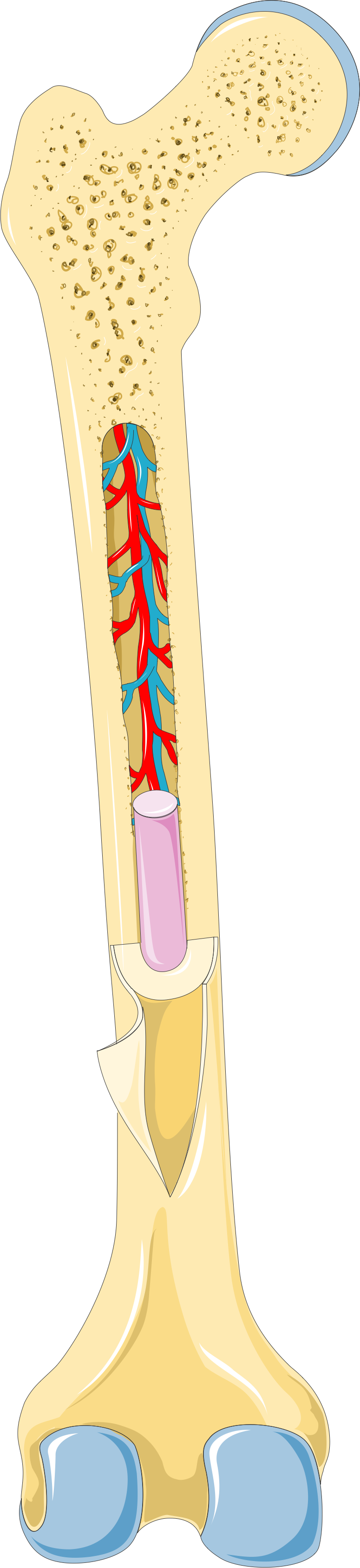

Epifiza (din limba greacă veche ἐπί (epí) 'peste', și φύσις (phúsis) 'creștere') este capătul osului lung care se osifică dintr-un centru secundar de osificare. Între epifiză și diafiză (partea mijlocie lungă a osului lung) se află metafiza, inclusiv placa epifizară (placa de creștere). La nivelul articulației, epifiza este acoperită cu cartilaj articular; sub această acoperire se găsește o zonă similară cu placa epifizară, numită os subcondral. Oasele lungi au 2 epifize, adică extremitățile, și o diafiză, adică porțiunea osului care este situată între cele 2 epifize. Epifiza este formată în special din țesut osos spongios (în interior) și țesut osos compact (la exterior). 
Epifiza este umplută cu măduvă roșie, care produce eritrocite (celule roșii din sânge). 